# Biblioteca Nacional de Angola
Die Biblioteca Nacional de Angola (BNA) in Luanda ist die Nationalbibliothek von Angola.
Die Bibliothek wurde 1968 als Zweig der Biblioteca Nacional de Portugal in Lissabon (Portugal) gegründet, Vorläufer existierten aber schon seit 1938 als Teil des Nationalen Museums von Angola. Teile des Sammlungsbestandes stammen noch aus dem Pflichtexemplarrecht aus portugiesischer Zeit.
Nach der Unabhängigkeit Angolas von Portugal 1975 erhielt die Biblioteca Nacional de Angola 1978 eigenständigen Status und auch das Pflichtexemplarrecht für Angola.
Die Bibliothek ist dem Kultur-Ministerium unterstellt. Gemäß ihres Statuts (Estatuto organico da Biblioteca Nacional de Angola) von 2021, veröffentlicht im Staatsanzeiger Diário da República, ist sie eine öffentliche juristische Person mit autonomer Verwaltungskompetenz, Finanzierung und Leitung. Sie wird von einem Generaldirektor geleitet, dessen Tätigkeit ein Aufsichtsgremium kontrolliert.